# Clarence Norman Brunsdale

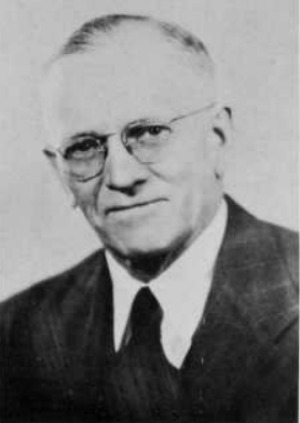

Clarence Norman Brunsdale (ur. 9 lipca 1891 w Sherbrooke w stanie Dakota Północna, zm. 27 stycznia 1978 w Mayville w stanie Dakota Północna) – amerykański polityk, działacz Partii Republikańskiej.
Zasiadał w Senacie stanu Dakota Północna (1927–1935, 1940–1951), zajmował w nim stanowiska – przewodniczącego pro tempore (1943) i lidera większości (1945, 1947, 1949). Od 1951 do 1957 pełnił funkcję gubernatora stanu Dakota Północna. W latach 1959–1960 był senatorem 1. klasy z Dakoty Północnej.
30 sierpnia 1925 poślubił Carrie Lajord. Para miała dwie córki. 